# Shahrestān di Astara
Lo shahrestān di Astara (farsi شهرستان آستارا) è uno dei 16 shahrestān della provincia di Gilan, in Iran. Il capoluogo è Astara. Lo shahrestān è suddiviso in 2 circoscrizioni (bakhsh): 
- Centrale (بخش مرکزی)
- Lavandvil (بخش لوندویل), con la città di Lavandvil.